# Louis de Sacy

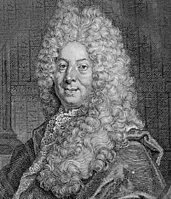
Louis de Sacy

Louis de Sacy (* 1654 in Paris; † 26. Oktober 1727 ebenda) war ein französischer Jurist und Schriftsteller.
De Sacy galt als Homme de lettres und war Stammgast in verschiedenen literarischen Salons; vor allem aber bei Anne-Thérèse de Marguenat de Courcelles.
1701 berief ihn die Académie française als Nachfolger des verstorbenen Toussaint Rose (Fauteuil 2). Ihm selbst folgte nach seinem Tod 1727 der Schriftsteller Charles de Secondat, Baron de Montesquieu nach.
Siehe auch: Liste der Mitglieder der Académie française

## Werke (Auswahl)
als Autor
- Traité de l’amitié. 1703.
- Traité de la gloire. 1715.

als Übersetzer
- Plinius der Jüngere: Lettres de Pline, le Jeune. 1699/1701.
- Trajan: Panegyrique. 1709.